# Jens Doberschütz
Jens Doberschütz (ur. 5 października 1957 w Dreźnie) – niemiecki wioślarz reprezentujący NRD, złoty medalista olimpijski i dwukrotny medalista mistrzostw świata.

## Kariera
Wystąpił na igrzyskach olimpijskich w Moskwie w 1980, gdzie osada NRD w składzie: Bernd Krauß, Hans-Peter Koppe, Ulrich Kons, Jörg Friedrich, Jens Doberschütz, Ulrich Karnatz, Uwe Dühring, Bernd Höing i Klaus-Dieter Ludwig (sternik) zdobyła złoty medal w ósemkach. W finale o 2,87 sekundy pokonali osadę Wielkiej Brytanii i o 3,51 sekundy osadę ZSRR. Był to  jego jedyny start olimpijski.
W ósemkach zdobył także srebro na mistrzostwach świata w Lucernie (1982). Ponadto na mistrzostwach świata w Bledzie (1979) zdobył złoty medal w czwórkach bez sternika. 
W 1980 odznaczony Złotym Orderem Zasługi dla Ojczyzny.
Z wykształcenia był nauczycielem. Po zakończeniu kariery prowadził studio fitnessu w Lipsku.
Jego syn, Johannes Doberschütz, oraz szwagierka, Gerlinde Doberschütz, także byli wioślarzami.